# محوطه دشتک
محوطه دشتک مربوط به سده‌های میانه و متاخر دوران‌های تاریخی پس از اسلام است و در شهرستان دنا، بخش مرکزی، شهر سی سخت، منطقه دشتک واقع شده و این اثر در تاریخ ۲۷ بهمن ۱۳۸۷ با شمارهٔ ثبت ۲۴۶۷۵ به‌عنوان یکی از آثار ملی ایران به ثبت رسیده است.